# Stùc a' Chroin
Stùc a' Chroin är ett berg i Storbritannien.   Det ligger i kommunen Stirling och riksdelen Skottland, i den nordvästra delen av landet, 600 km nordväst om huvudstaden London. Toppen på Stùc a' Chroin är 975 meter över havet.
Terrängen runt Stùc a' Chroin är huvudsakligen kuperad.Runt Stùc a' Chroin är det glesbefolkat, med 17 invånare per kvadratkilometer. Närmaste större samhälle är Callander, 9,5 km söder om Stùc a' Chroin. Trakten runt Stùc a' Chroin består i huvudsak av gräsmarker.